# 覃昌 (明朝宦官)
覃昌（1433年—1495年），字景隆，号葵庵，庆远府宜山县人，成化时期的司礼监掌印太监。

## 生平
宣德八年（1433年），出生。
正统年间，进入宫廷。
天顺元年（1457年），“夺门之变”，明英宗朱祁镇复位，侍奉太子朱见深，为伴读。
天顺八年（1464年），明宪宗朱见深继位，提拔为奉御、針工局右副使。
成化元年（1465年），担任司礼监右少监。
成化二十一年（1485年），担任司礼监掌印太监。
成化二十三年（1487年），明宪宗朱见深去世，明孝宗朱祐樘继位，乞求为帝守陵，未准。
弘治元年（1488年），乞求退休，未准。
弘治六年（1493年），身染重疾，归家养病。
弘治八年（1495年），去世。

## 亲属
- 覃敬（父）
- 韦氏（母）
- 覃旺（弟）—承运库奉御
- 覃莲（妹）—淑人
- 陈宽（妹婿）—腾骧右卫指挥使

| 前任： 怀恩 | 司礼监掌印太监 1485年—1487年 | 繼任： 怀恩 |